# 나사우급 전함

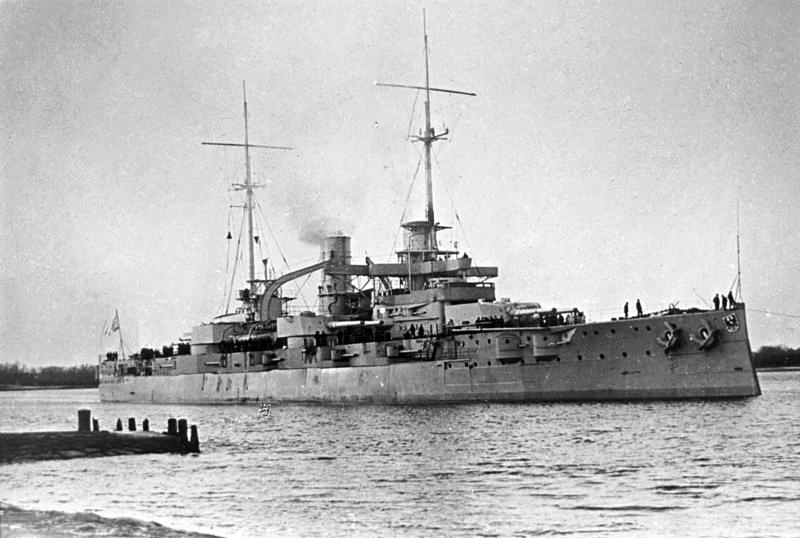

나사우급 전함(Nassau-class battleship)은 1900년대 초 독일 Kaiserliche 해병대(제국 해군)를 위해 건조된 4척의 드레드노트 전함 그룹이다. 급은 나사우, 네임쉽, 라인란트, 포센 및 베스트팔렌으로 구성되었다. 4척의 군함은 모두 1907년 중반에 건조되어 1910년 후반에 완성되었다. 일반적으로 영국의 드레드노트에 대응하여 건조된 것으로 인식되지만 이들 선박의 설계는 1903년에 시작되었다. 실제로 이것들은 드레드노트의 로드넬슨급  전신들에 대한 반응이었다. 나사우는 특이한 육각형 배열로 6개의 쌍포 포탑에 28cm(11인치) 함포 12문으로 구성된 주포를 채택했다. 다른 많은 드레드노트급 선박과 달리 나사우급 선박은 더 강력한 증기 터빈 대신 3중 팽창 증기 엔진을 사용했다.
취항 후 나사우급 전함은 근무 기간 동안 공해 함대의 II 디비전, I 전투대대으로 근무했다. 1910년부터 1914년까지 이 군함은 매년 8월부터 9월까지 다양한 편대 훈련, 순항 훈련, 함대 기동 등 독일 함대의 일반적인 평화 시 일상에 참여했다. 1914년 7월 제1차 세계 대전이 발발한 후 이 군함은 수적으로 우세한 영국 대함대의 개별 요소를 분리하고 파괴하기 위한 수많은 함대 작전에 참여했다. 이들은 영국 해안 마을을 습격할 때 I 스카우팅 그룹의 순양전함에 대한 원격 지원으로 항해하는 것으로 자주 구성되었다. 이러한 작전은 1916년 5월 31일부터 6월 1일까지 유틀란트 해전에서 절정에 달했으며, 여기서 군함은 장갑순양함 HMS 블랙 프린스(HMS Black Prince)를 침몰시키는 데 도움을 주었다.
이 배는 또한 전쟁 중에 러시아 제국을 상대로 발트해에서 운용되는 것을 보았다. 나사우와 포센은 1915년 결론이 나지 않은 리가 만 전투에서 러시아의 전노급함 슬라바(Slava)와 교전했다. 라인란트와 베스트팔렌은 핀란드 내전에서 핀란드 백군을 지원하기 위해 핀란드로 파견되었지만 라인란트는 좌초되어 심각한 피해를 입었다. 독일이 패배한 후 4척의 군함은 모두 승리한 연합군에 전쟁 전리품으로 양도되었으며 1920년대 초에 해체되었다.